# Zákány Mihály
Zákány Mihály (Szatmárnémeti, 1955. augusztus 28. – Szatmárnémeti, 2023. október 18.) romániai magyar színész volt, a Szatmárnémeti Északi Színház Harag György Társulatának Örökös Tagja.

## Élete és pályája
A színészettel elmondása szerint tizennégy éves korában ismerkedett meg, amikor nagymamája vitte el egy színházi előadásra; akkor annyira megtetszett neki az egész légköre, hogy elhatározta, ezt a pályát akarja elsajátítani. Érettségije elvégzése után a szatmárnémeti Népművészeti Iskolában tanult színjátszást, ahol két év után okleveles diplomát szerzett. Ezután a G. M. Zamfirescu Művelődési Házban kezdett tevékenykedni amatőr színészként, majd 1993-ban szerződött a Szatmárnémeti Északi Színház Harag György Társulatához az akkori igazgató, Parászka Miklós nyomására, haláláig itt dolgozott. A színpadi szerepek mellett egy alkalommal egy kisebb filmes szerepet is kapott, amikor Koltai Róbert a városban forgatta a Világszám! című vígjátékát.
1996-ben kollégájával, Bessenyei Istvánnal megalapították a Kulissza Színpadot, ahol Bessenyi művészetési vezetése mellett fiatal színészek képzése és képeszségfejlesztése volt a céljuk. A színjátszócsoport otthona és egyedüli fenntartója a G. M. Zamfirescu Művelődési Ház volt, azonban a kétezres évekre támogatások hiánya miatt a megszűnés szélére kerültek, 2006-ban pedig be is fejezték a munkát.
Zákány 2023. október 18-án halt meg, halálhírét a társulat hivatalos honlapján jelentették be. Az Északi Színház hagyományai szerint a színészt október 21-én felravatalozták a létesítmény előterében, majd a Decebal híd melletti Római Katolikus temetőben helyezték örök nyugalomba. 2024. április 13-án, a Harag György Társulat alapításának 70. évfordulóján tartott eseménysorozat részeként posztumusz felvették Zákányt az örökös tagjaik közé.

## Színházi szerepei
Forrás:
- Nt. Kimball – Bertolt Brecht-Kurt Weill: Koldusopera (rendező: Babarczy László)
- Második polgár – Henrik Ibsen: A nép ellensége (rendező: Lendvai Zoltán)
- Michon államtitkár – Eisemann Mihály-Somogyi Gyula-Zágon István: Fekete Péter (rendező: Bessenyei István)
- Lajos bácsi, Kopjás nagybátyja – Móricz Zsigmond: Rokonok (rendező: Babarczy László)
- Kikiáltó, Főevő – Mikó Csaba: Boldogságia (rendező: Csiki Zsolt)
- Kobak, iskolaszolga, Borszéky, Korpássy – Paul Schönthan-Franz Schönthan-Kellér Dezső-Horváth Jenő-Szenes Iván: A szabin nők elrablása (rendező: Kányádi Szilárd)
- Katona, Egy másik paraszt – Bertolt Brecht: Kurázsi mama és gyermekei (rendező: Vargyas Márta)
- Orrondi, üstfoldozó, mesterember – William Shakespeare: Szentivánéji álom (rendező: Keresztes Attila)
- Csepü Palkó – Petőfi Sándor: A helység kalapácsa (rendező: Galló Ernő)
- Ühüm, polgármester – Darvasi László: Trapiti (rendező: Szilágyi Regina)
- Sofőr – Dés László-Nemes István-Böhm György-Horváth Péter-Korcsmáros György: Valahol Európában (rendező: Balogh Attila)
- Sirma Ferenc, hentesmester, a ház tulajdonosa – Füst Milán: Boldogtalanok (rendező: Radu Afrim)
- Nagy Kámpics – Dobay András-Muszty Bea: A kék csodatorta (rendező: Keresztes Attila)
- Bíró, Aaron – Bob Fosse-Fred Ebb-John Harold Kander: Chicago (rendező: Keresztes Attila)
- Vincenzo, halkereskedő – Carlo Goldoni: Chioggiai csetepaté (rendező: Keresztes Attila)
- Ferdinánd főherceg – Kálmán Imre-Leo Stein-Jenbach Béla: Csárdáskirálynő (rendező: Keresztes Attila)
- Kónya, kántortanító – Tóth Ede: A falu rossza (rendező: Csurulya Csongor)
- Ferapont, altiszt az elöljáróságon – Anton Pavlovics Csehov: Három nővér (rendező: Keresztes Attila)
- Árus – Fjodor Mihajlovics Dosztojevszkij: Két férfi az ágy alatt (rendező: Csurulya Csongor)
- Márton papa – Urbán Gyula: Minden egér szereti a sajtot (rendező: Márk-Nagy Ágota)
- Sofőr – Szabó Magda-Bereményi Géza: Az ajtó (rendező: Bereményi Géza)
- Schwarcz, orvos – Csáth Géza: A Janika (rendező: Bérczes László)
- Rozi apja – Rideg Sándor-Tímár Péter: Indul a bakterház (rendező: Árkosi Árpád)
- Haccáré-Hacaccáré - Szilveszteri kabaré (rendező: Tóth-Páll Miklós)
- Elégtelen néző, Boszorkányégető, Botos, Korcsmáros, Első tanú, Édes – Gaál József-Darvas Ferenc-Várady Szabolcs-Bognár Róbert: A peleskei nótárius (rendező: Schlanger András)
- Marokkó hercege, Aragónia hercege – William Shakespeare: A velencei kalmár (rendező: Parászka Miklós)
- Bíró – Déry Tibor-Pós Sándor-Presser Gábor-Adamis Anna: Képzelt riport egy amerikai pop fesztiválról (rendező: Horányi László)
- Rigó Jancsi – Márai Sándor: Szegények iskolája (rendező: Árkosi Árpád)
- Szobapincér, Sofőr – Szomory Dezső: Györgyike, drága gyermek (rendező: Lendvai Zoltán)
- Erős János, Tódor – Szákás Tóth Péter: Mihasznák (rendező: Szákás Tóth Péter)
- Társulati tag – Szigligeti Ede: Liliomfi (rendező: Árkosi Árpád)
- William Shakespeare: Falstaff (rendező: Béres László)
- Lokáltulajdonos – Szüle Mihály-Harmath Imre-Walter László: Egy bolond százat csinál (rendező: Parászka Miklós)
- Molière: Tartuffe (rendező: Kövesdy István)
- Közjegyző – Móricz Zsigmond: Búzakalász (rendező: Parászka Miklós)
- Boy – Karácsony Benő-Kisfalussy Bálint: A rút kiskacsa (rendező: Andrei Mihalache)
- Vendég – Anton Pavlovics Csehov: Cseresznyéskert (rendező: Árkosi Árpád)
- Meglökő – Presser Gábor-Sztevanovity Dusán-Horváth Péter: A padlás (rendező: Horányi László)
- Gring – Molnár Ferenc: Egy, kettő, három (rendező: Parászka Miklós)
- Se veled, se nélküled-Szilveszteri kabaré (rendező: Tóth Páll Miklós)
- Sámson – William Shakespeare: Rómeó és Júlia (rendező: Parászka Miklós)
- Indul az ezred-Szilveszteri kabaré (rendező: Márk-Nagy Ágota)
- Volt is, lesz is kabaré-Szilveszteri kabaré (rendező: Buzogány Béla)
- Polizei direktor – Jókai Mór: A kőszívű ember fiai (rendező: Parászka Miklós)
- Jó a rosszat elfeledni-Szilveszteri kabaré (rendező: Czintos József, Márk-Nagy Ágota)
- Hasók – Kacsóh Pongrác: János Vitéz (rendező: Pinczés István)
- Bertolt Brecht-Paul Dessay: A kaukázusi krétakör (rendező: Tóth Páll Miklós)
- Szobafőnök – Jean-Paul Sartre: Zárt tárgyalás (rendező: Nagy Ágota)
- A puszta vándora – William Shakespeare: Lear király (rendező: Parászka Miklós)
- Molnár Ferenc: Üvegcipő (rendező: Szigethy Gábor)
- Gyáva oroszlán – L. Frank Baum: Óz, a nagy varázsló (rendező: Nagy Ágota)
- IV. Hitelező – Huszka Jenő-Darvas Szilárd-Martos Ferenc: Lili bárónő (rendező: Parászka Miklós)
- Friedrich Schiller: Ármány és szerelem (rendező: Kövesdy István)
- Hóhér – Pierre Corneille: Illúziók játéka (rendező: Szabó Ágnes)
- II. Bíró – Halász Imre-Békeffi István-Eisemann Mihály: Egy csók és más semmi (rendező: Parászka Miklós)
- Mesék a hazugságról (rendező: Tasnádi Csaba)
- Hollaky – Móricz Zsigmond: Rokonok (rendező: Parászka Miklós)
- II. Rendőr – Mihail Afanaszjevics Bulgakov: Kutyaszív (rendező: Kövesdy István)
- Csipcsala – Zerkovitz Béla-Szilágyi László: Csókos asszony (rendező: Bessenyei István, Parászka Miklós)
- Örkény István: Tóték (rendező: Árkosi Árpád)